# Livorno (Paramaribo)

Suikerplantage Livorno, potloodtekening door Arnoldus Borret, 1879

Livorno is een van de twaalf ressorten van Paramaribo, gelegen aan de linkeroever van de rivier Suriname. De oorsprong is een gelijknamige plantage, toen nog gelegen buiten de stad.

## Ligging
Livorno wordt begrensd door het ressort Beekhuizen in het noorden, door de Surinamerivier in het oosten en het begin van de Martin Luther Kingweg in het westen. Bestuurlijk valt Livorno onder het district Paramaribo ondanks dat het zuiden van Livorno is gelegen in het district Wanica.

## Geschiedenis
Suikerrietplantage Livorno is genoemd naar de Italiaanse havenstad Livorno, waar in 1650 Sefardische Joden waren heengevlucht, die enige tijd later gedeeltelijk in Suriname zouden neerstrijken. In 1653 won de Nederlandse vloot de Slag bij Livorno tegen de Engelsen. De plantage heeft ook de naam Woudvliet of in Sranan Tongo Wovriti gedragen. 
In 1827 had plantage Livorno een grootte van 1.800 Surinaamse akkers (770 Ha).  Bij de afschaffing van de slavernij in 1863 zijn op Livorno 22 verschillende familienamen geboekstaafd. De financiële tegemoetkoming ging naar de erven van G.C.B. Weissenbruch. De plantage werd na de periode van staatstoezicht geheel verlaten. 
In 1875 kochten de katholieken onder leiding van Johannes Schaap Livorno voor 5.500 gulden teneinde er een jongens-weeshuis op te richten. De bedoeling was om met de verbouw van cacaobonen, bananen en andere vruchtgewassen de stichtingskosten terug te verdienen. Het weeshuis bleef echter afhankelijk van particuliere giften. In 1883 werkten er 58 weesjongens: 44 Creolen, 13 'koelies' en 1 Arowak. Zij hadden ook kerk- en catecheseplichten. Op het terrein richtte bisschop Meeuwissen begin twintigste eeuw een districtschool op. In 1933 vestigde de protestantse leprozerie Nieuw-Bethesda zich op Livorno, waar het functioneerde tot 1964.

## Karakteristiek
Livorno is een ressort met veel woongelegenheid, kleinere boerenbedrijven, een aantal handelsbedrijven, een (inmiddels in onbruik geraakte) bioscoop, het multifunctionele Eddy Blackman Stadion en de grote raffinaderij van de Staatsolie Maatschappij Suriname.
De bevolking van Livorno is etnisch gemengd samengesteld uit voornamelijk Hindostanen, Javanen en Creolen.

## Geboren in Livorno
- Jit Narain (1948-2024), dichter en Sarnámi-activist
- Mahinder Meghoe (1959), muzikant